# SZM EVM
SZM EVM (oroszul: СМ ЭВМ, a Система Малых ЭВМ rövidítése — magyarul: miniszámítógépek rendszere) volt az elnevezése számos szovjet gyártmányú miniszámítógépnek, amelyet az 1970-es és 1980-as évek között fejlesztettek, több KGST-tagország részvételével. A gyártásuk 1975-ben kezdődött.
Az SZM EVM sorozat tagjai 4 csoportba voltak sorolva, ezeknek különböző nyugati számítógépek másolatai szolgáltak alapul, mint pl. Hewlett Packard HP-2000, HP-2100 gépei, de voltak az IBM System/360 architektúrával szoftveresen kompatibilis modellek, a korabeli Intel processzorok (Intel 8080, 8086, sőt 80386) másolatain alapuló gépek, valamint a DEC PDP–11 és VAX gépek másolatai.

## Történet
A fejlesztésben Bulgária, Kuba, Csehszlovákia, Magyarország, az NDK, Lengyelország és Románia több mint 30 intézete és vállalata vett részt.
1974-ben a szocialista országok Számítástechnikai és Technológiai Együttműködési Kormányközi Bizottságának döntése alapján az Elektronikus Vezérlőgépek Intézete (Институт электронных управляющих машин, ИНЭУМ, Insztyitut elektronnüh upravljajusih masin, INEUM) lett a vezető szervezet. Főtervező: B.N. Naumov, 1984-től: N.L. Prohorov.
1981-ben számos vezető és fejlesztő kapta meg a Szovjetunió állami díját a következő megfogalmazással: „A kisszámítógépek nemzetközi rendszere műszaki és szoftveres SzM-3 és SzM-4 komplexumai sorozatgyártásának kifejlesztéséért és megszervezéséért”.